# Degiella gongylopis
Degiella gongylopis is een vlinder uit de familie van de zakjesdragers (Psychidae) en het monotypische geslacht Degiella. De wetenschappelijke naam van de soort is, als Ctenocompa gongylopis, voor het eerst geldig gepubliceerd in 1925 door Edward Meyrick. Het geslacht werd in 2009 benoemd door Thomas Sobczyk.
De vlinder heeft een voorvleugellengte van 8 tot 9,5 millimeter bij de mannetjes en 13 millimeter bij de vrouwtjes. De antennes zijn van 3 tot 3,5 millimeter lang bij het mannetje, 4,5 millimeter bij het vrouwtje.
De soort komt onder meer voor in Indonesië, de Filipijnen en Thailand.

## Type
- holotype: "male, XII.1921. leg. Karny"
- instituut: BMNH, Londen, Engeland
- typelocatie: "Indonesia, Sumatra, Wai Lima, Lampong"

## Andere combinaties
- Degia gongylopis (Meyrick, 1925) nieuwe combinatie door Kamarudin et al., 1994